# Kurt Seelmann (Rechtsphilosoph)
Kurt Seelmann (* 12. Juni 1947 in Berchtesgaden) ist ein deutscher Rechtsphilosoph und Strafrechtler.

## Leben
Kurt Seelmann studierte in München Rechtswissenschaften und Philosophie und wurde ebenda 1973 mit einer Schrift über Gustav Radbruch promoviert. Von 1974 bis 1978 war er wissenschaftlicher Assistent an der Universität des Saarlandes. 1978 habilitierte er sich mit einer Schrift über die Entwicklung des subjektiven Rechts in der Spanischen Spätscholastik und erwarb die Venia Legendi für Strafrecht, Strafprozessrecht, Rechtsphilosophie und Europäische Rechtsgeschichte. Seitdem war er Professor für Strafrecht und Rechtsphilosophie zunächst in Saarbrücken, von 1983 bis 1995 in Hamburg und seit 1995 in Basel. Die Universität Budapest verlieh ihm die Ehrendoktorwürde. Längere Auslandsaufenthalte und Gastprofessuren führten ihn an Universitäten in Italien, England, den USA und Japan. Seit 2011 ist er Mitglied der Academia Europaea.
Er ist verheiratet mit der Philosophin und Journalistin Hoo Nam Seelmann.

## Werk
Kurt Seelmann beschäftigt sich in seinen zahlreichen historischen, dogmatischen und rechtsphilosophischen Projekten mit dem Verhältnis von Individuum und Verantwortung sowie mit dem Humanismus.
In der Rechtsgeschichte hat Kurt Seelmann mit seinen zahlreichen Beiträgen zur Spanischen Spätscholastik und zur Aufklärungsphilosophie (Gaetano Filangieri) zwei für die Transformation des westlichen Rechts zentrale Epochen unter die Lupe genommen. In der Strafrechtsdogmatik hat er vor allem zu den Unterlassungsdelikten, zum Notstand und zur Verbandsstrafe maßgebliche Beiträge geliefert, u. a. in seinen Kommentaren zum Unterlassungsdelikt, zuletzt im Basler Kommentar. In der Rechtsphilosophie hat er sich vor allem mit der Rechtsphilosophie Georg Wilhelm Friedrich Hegels und mit der Bedeutung der Menschenwürde für medizinrechtliche und bioethische Fragen beschäftigt. Sein Lehrbuch zur Rechtsphilosophie ist u. a. ins Italienische, Koreanische und Russische übersetzt worden.

## Hauptwerke
- Sozialismus und soziales Recht bei Gustav Radbruch, 1973.
- Die Lehre des Fernando Vazques de Menchaca vom Dominium, 1979.
- Rechtsphilosophie, München, Beck 1994, 7. Auflage 2019.
- Theologie und Jurisprudenz an der Schwelle zur Moderne. Die Geburt des neuzeitlichen Naturrechts in der iberischen Spätscholastik, 1997
- Le filosofie della pena di Hegel, a cura di Paolo Becchi, (Istituto Italiano per gli Studi Filosofici, Hegeliana 35), 2002.
- Kollektive Verantwortung im Strafrecht, 2002
- Kurt Seelmann/Paolo Becchi: Gaetano Filangieri und die europäische Aufklärung, 2000
- Kurt Seelmann (Hrsg.): Menschenwürde als Rechtsbegriff, 2004.